# Pacifički Atapaski
Pacifički Atapaski (Središnji Atapaski), skupina indijanskih plemena i jezika nastanjenih na pacifičkom priobalju Washingtona, Oregona i Kalifornije. Pacifički Atapaski čine najmanju skupinu Déné Indijanaca, čije porijeklo treba tražiti među kanadskim i aljaskim Atapaskima koji su migrirali na jug prije nekih 1000 godina, i kojima su danas Navahi i Apači najjužniji predstavnici.
Lovci su i ribari kulturnog područja Sjeverozapadne obale. Pacifički Atapaski organizirani su po mnogobrojnim ali maloljudnim plemenskim skupinama, danas gotovo nestalim, od kojih se sačuvalo tek nešto Kato, Mattole, Bear River, Hupa i Tolowa. 
Plemena:
1. Washington: Kwalhioqua
2. Oregon: Chasta Costa, Chetco, Clatskanie, Dakubetede ili Applegate, Upper Coquille ili Mishikhwutmetunne, Naltunnetunne, Taltushtuntude ili Galice, Umpqua i Tututni s Yukichetunne ili Euchre Creek, Chemetunne ili Joshua, Kaltsergheatunne ili Port Orford, Kwatami ili Sixes River, Mikonotunne, Pistol River ili Chetleschantunne, Tututunne ili Tututni vlastiti, Khwaishtunnetunne ili Wishtenatin.
3. Kalifornija: Bear River, Chilula, Hupa, Kato, Lassik, Mattole, Nongatl (Saia), Sinkyone, Tolowa, Wailaki ili Kenesti, Whilkut ili Redwood Indijanci.